# Regione di Menabe
La regione di Menabe è una regione della provincia di Toliara, nel Madagascar occidentale.
Il capoluogo della regione è Morondava.
Ha una popolazione di 390 800 abitanti distribuita su una superficie di 46121 km².
Il nome "Menabe" significa "grande rosso", con riferimento al colore rosso intenso del terreno.
L'etnia predominante della regione è quella dei Sakalava, uno dei popoli malgasci di origine bantu.
La regione odierna di Menabe corrisponde, per collocazione geografica e demografia, al regno di Menabe, che fu uno dei regni più potenti della storia del Madagascar precoloniale.

## Geografia antropica

### Suddivisioni amministrative
La regione è suddivisa in cinque distretti:
- distretto di Belo sur Tsiribihina
- distretto di Mahabo
- distretto di Manja
- distretto di Miandrivazo
- distretto di Morondava